# Jamaal Tinsley
Jamaal Lee Tinsley (Brooklyn, Nueva York; 28 de febrero de 1978) es un exjugador de baloncesto estadounidense que disputó once temporadas en la NBA. Con 1,91 metros de estatura jugaba en la posición de base.

## Trayectoria deportiva

### Rucker Park
Siendo adolescente, Tinsley demostró sus habilidades baloncestísticas jugando streetball en el legendario parque Rucker Park de Nueva York, un lugar que ha forjado numerosas leyendas, y donde Jamaal, era apodado como Mel The Abuser.
Jugó en el instituto San Jacinto Community College (MSJC) antes de llegar a la escena nacional en la universidad.

### Universidad
Acudió a la Universidad Estatal de Iowa durante dos años, en los cuales el equipo ganó en ambas ocasiones el título de campeón de la Big 12 Conference con los Cyclones, y consiguieron llegar a los cuartos de final de la NCAA en 2001. Promedió en total 12,5 puntos, 6,3 asistencias y 4,5 rebotes por partido.

### NBA

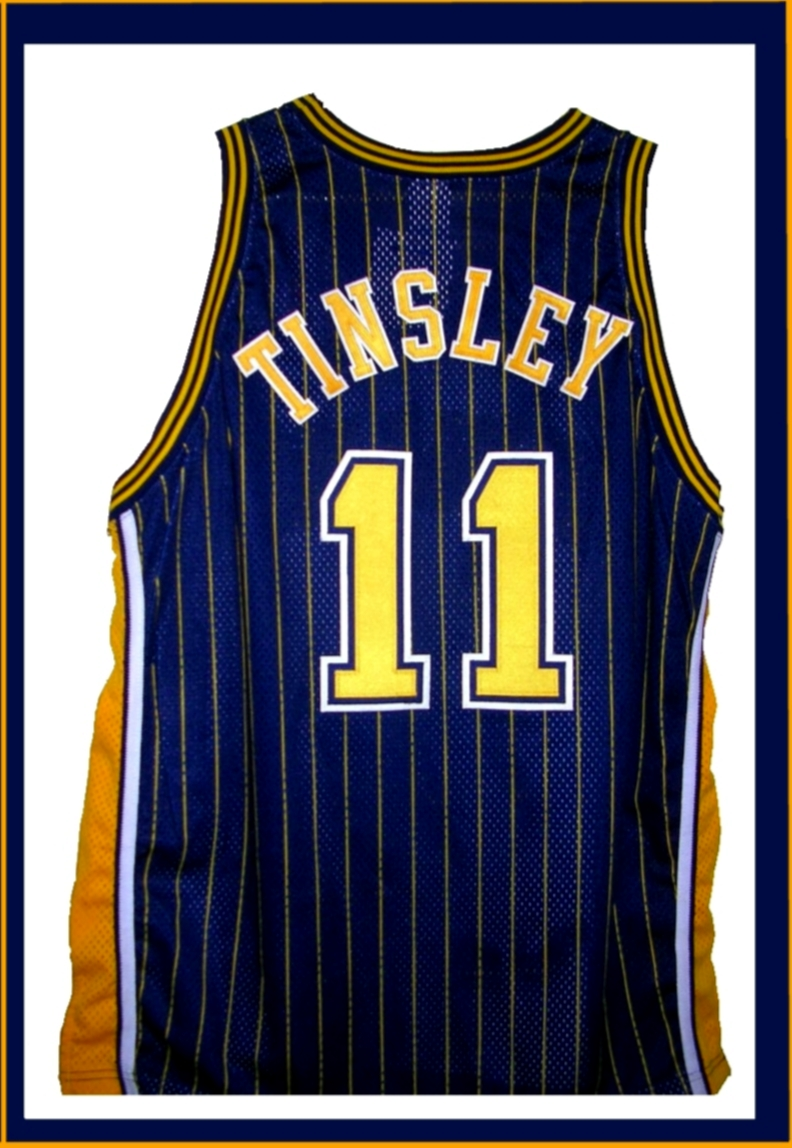
Camiseta de Jamaal Tinsley.

Fue elegido por Vancouver Grizzlies en el puesto 27 del Draft de la NBA de 2001, sin embargo, inmediatamente fue traspasado a Atlanta Hawks junto a Shareef Abdur-Rahim a cambio de Pau Gasol, Lorenzen Wright y Brevin Knight. En un movimiento posterior durante la misma noche del draft de 2001, fue traspasado a Indiana Pacers a cambio de una primera ronda del draft de 2003. Su entrenador, Isiah Thomas, rápidamente confió en él, colocándolo en el quinteto titular, y haciéndolo francamente bien durante mes y medio, hasta que chocó con el famoso rookie wall, el bajón habitual de un novato en su primer año como profesional. Aun así, acabó promediando 9,4 puntos y 8,1 asistencias por partido, lo que hizo que fuera seleccionado en el segundo mejor quinteto de rookies del año. en esta temporada y en la siguiente, Tinsley se situó en el top ten de los mejores pasadores de la liga.
Pero al año siguiente, Rick Carlisle sustituyó a Isiah Thomas en el banquillo, y dio su confianza al veterano Kenny Anderson, quedando Tinsley relegado a una segunda opción, bajando ostensiblemente sus números. Pero, aprovechando la lesión de Anderson, se hizo de nuevo con el puesto de titular, y llevó a su equipo a las finales de la Conferencia Este ese año.
Tras siete temporadas en Indiana, siendo mayormente titular, el 22 de julio de 2009, fue cortado por los Pacers.
El 14 de noviembre de 2009, decidió fichar como agente libre con Memphis Grizzlies.
Después de una temporada en Memphis, disputó 9 encuentros con Los Angeles D-Fenders de la NBA Development League, hasta que fichó con Utah Jazz el 12 de diciembre de 2011.
Renovó por una temporada más el 29 de junio de 2012.
Y lo que iba a ser su tercer año en Utah, tras renovar el 26 de octubre de 2013 se quedó en nada al ser cortado el 12 de noviembre.

## Estadísticas de su carrera en la NBA

### Temporada regular
| Año     | Equipo  | PJ  | PT  | MPP  | %TC  | %3P  | %TL  | RPP | APP | ROB | TPP | PPP  |
| ------- | ------- | --- | --- | ---- | ---- | ---- | ---- | --- | --- | --- | --- | ---- |
| 2001–02 | Indiana | 80  | 78  | 30.5 | .380 | .240 | .704 | 3.7 | 8.1 | 1.7 | .5  | 9.4  |
| 2002–03 | Indiana | 73  | 69  | 30.6 | .396 | .277 | .714 | 3.6 | 7.5 | 1.7 | .2  | 7.8  |
| 2003–04 | Indiana | 52  | 43  | 26.5 | .414 | .372 | .731 | 2.6 | 5.8 | 1.6 | .3  | 8.3  |
| 2004–05 | Indiana | 40  | 40  | 32.5 | .418 | .372 | .744 | 4.0 | 6.4 | 2.0 | .3  | 15.4 |
| 2005–06 | Indiana | 42  | 27  | 26.7 | .409 | .229 | .637 | 3.2 | 5.0 | 1.2 | .1  | 9.3  |
| 2006–07 | Indiana | 72  | 72  | 31.2 | .389 | .316 | .720 | 3.3 | 6.9 | 1.6 | .3  | 12.8 |
| 2007–08 | Indiana | 39  | 36  | 33.2 | .380 | .284 | .720 | 3.6 | 8.4 | 1.7 | .3  | 11.9 |
| 2009–10 | Memphis | 38  | 1   | 15.5 | .371 | .179 | .815 | 1.7 | 2.8 | .9  | .1  | 3.5  |
| 2011–12 | Utah    | 37  | 1   | 13.7 | .404 | .270 | .765 | 1.2 | 3.3 | .5  | .2  | 3.7  |
| 2012-13 | Utah    | 66  | 32  | 18.5 | .368 | .307 | .692 | 1.7 | 4.4 | 1.0 | .2  | 3.5  |
| Total   | Total   | 539 | 399 | 26.6 | .393 | .302 | .716 | 3.0 | 6.1 | 1.4 | .3  | 8.6  |

### Playoffs
| Año   | Equipo  | PJ | PT | MPP  | %TC  | %3P  | %TL   | RPP | APP | ROB | TPP | PPP |
| ----- | ------- | -- | -- | ---- | ---- | ---- | ----- | --- | --- | --- | --- | --- |
| 2002  | Indiana | 5  | 5  | 17.6 | .421 | .000 | .667  | 2.0 | 5.0 | .4  | .0  | 3.6 |
| 2003  | Indiana | 6  | 6  | 30.8 | .571 | .615 | .500  | 3.0 | 6.5 | .7  | .0  | 8.5 |
| 2004  | Indiana | 16 | 16 | 26.4 | .398 | .296 | .938  | 2.9 | 5.0 | 1.8 | .2  | 8.1 |
| 2005  | Indiana | 9  | 9  | 27.4 | .360 | .111 | .571  | 3.3 | 5.7 | 1.6 | .3  | 8.7 |
| 2006  | Indiana | 1  | 0  | 7.0  | .333 | .000 | .000  | .0  | 1.0 | 1.0 | .0  | 2.0 |
| 2012  | Utah    | 4  | 0  | 16.3 | .250 | .000 | 1.000 | .5  | 3.0 | .5  | .0  | 3.8 |
| Total | Total   | 41 | 36 | 24.8 | .398 | .293 | .720  | 2.6 | 5.1 | 1.2 | .2  | 7.1 |

## Logros y reconocimientos
Universidad
- Consensus second-team All-American (2001)
- Big 12 Player of the Year (2001)
- First-team All-Big 12 (2001)
- Second-team All-Big 12 (2000)

NBA
- Elegido en el segundo mejor quinteto de rookies en 2002.

## Vida personal
Es el tercero de ocho hermanos (tres hermanos y cuatro hermanas).
Ha aparecido en las películas “Soul in the Hole” (1997) y “On Hallowed Ground: Streetball Champions of Rucker Park” (2000).